# ترشيحات بطولة أمم أوروبا 2016

الاتحادات الوطنية التي قدمت عطاءات لاستضافة يورو 2016.
فرنسا
إيطاليا
تركيا

انتهت عملية تقديم ترشيحات استضافة بطولة أمم أوروبا لكرة القدم 2016 في 28 مايو 2010 عندما تم إعلان فرنسا دولة مستضيفة للبطولة. أربع ملفات تنافست قبل الموعد المحدد 9 مارس 2009 وهي فرنسا، وإيطاليا، وتركيا، والنرويج والسويد في ملف ترشيح واحد تراجعوا عنه في ديسمبر 2009.

## نتائج التصويت
| الدولة        | الجولة | الجولة  |
| الدولة        | الأولى | الثانية |
| ------------- | ------ | ------- |
| فرنسا         | 43     | 7       |
| تركيا         | 38     | 6       |
| إيطاليا       | 23     | –       |
| مجموع الأصوات | 104    | 13      |